# Đông Sơn, Bỉm Sơn
Đông Sơn là một phường thuộc thị xã Bỉm Sơn, tỉnh Thanh Hóa, Việt Nam.

## Địa lý
Phường Đông Sơn nằm ở phía đông thị xã Bỉm Sơn, có vị trí địa lý:
- Phía đông giáp huyện Hà Trung
- Phía tây giáp các phường Ba Đình, Bắc Sơn, Lam Sơn và xã Quang Trung
- Phía nam giáp huyện Hà Trung và huyện Nga Sơn
- Phía bắc giáp tỉnh Ninh Bình.

Phường Đông Sơn có diện tích 21,01 km², dân số năm 2018 là 12.634 người, mật độ dân số đạt 601 người/km².

## Hành chính
Phường Đông Sơn được chia thành 12 khu phố: 3, 5, 7, 8, Điền Lư, Đoài Thôn, Đông Thôn, Liên Giang, Sơn Nam, Sơn Tây, Trường Sơn, Xuân Nội.

## Lịch sử
Địa bàn phường Đông Sơn hiện nay trước đây là phường Đông Sơn và xã Hà Lan cũ.
Vùng đất xã Hà Lan xưa thuộc kẻ Gạo - làng Gạo, làng này về sau có tên chữ là Phủ Điền Đoài (thôn Đoài); vào thời Nguyễn đầu thế kỉ 19 thuộc tổng Trung Bạn, huyện Tống Sơn, phủ Hà Trung, tỉnh Thanh Hóa.
Từ tháng 8 năm 1945 đến năm 1946, địa bàn xã Hà Lan ngày nay thuộc xã Phạm Hồng Thái, huyện Hà Trung. Từ năm 1946 đến năm 1954 thuộc xã Tống Giang, một trong 10 xã thuộc huyện Hà Trung.
Năm 1954, các xã của huyện Hà Trung lại được chia thành 25 xã mới, đều lấy tên bắt đầu bằng chữ "Hà" như tên huyện, tên gọi Hà Lan bắt đầu từ đây.
Ngày 29 tháng 6 năm 1977, một phần diện tích và dân số xã Hà Lan chuyển về thị trấn Bỉm Sơn mới thành lập trực thuộc tỉnh Thanh Hóa, gồm có làng Cổ Đam (sau này thuộc các phường Bắc Sơn, Ba Đình, Lam Sơn), thôn Đông (sau thuộc phường Lam Sơn), làng Nghĩa Môn (sau thuộc phường Lam Sơn).... Ngày 5 tháng 7 năm 1977, huyện Hà Trung sáp nhập với huyện Nga Sơn thành huyện Trung Sơn, xã Hà Lan thuộc huyện Trung Sơn.
Từ ngày 18 tháng 12 năm 1981, xã Hà Lan được chuyển từ huyện Trung Sơn về thị xã Bỉm Sơn mới thành lập, gồm có các thôn: Đoài Thôn (Phủ Điền Đoài), Điền Lư, Xuân Nội, Liên Giang.
Ngày 29 tháng 9 năm 1983, thị trấn Bỉm Sơn và thị trấn Nông trường Hà Trung giải thể để thành lập 3 phường thuộc thị xã Bỉm Sơn, trong đó có phường Lam Sơn.
Ngày 11 tháng 4 năm 2002, thành lập phường Đông Sơn trên cơ sở 1.931,1 ha diện tích tự nhiên và 8.650 người của phường Lam Sơn.
Trước khi sáp nhập, xã Hà Lan có diện tích 6,20 km², dân số là 3.572 người, mật độ dân số đạt 576 người/km². Phường Đông Sơn có diện tích 14,81 km², dân số là 9.062 người, mật độ dân số đạt 612 người/km².
Ngày 16 tháng 10 năm 2019, Ủy ban Thường vụ Quốc hội ban hành Nghị quyết số 786/NQ-UBTVQH14 về việc sắp xếp các đơn vị hành chính cấp xã thuộc tỉnh Thanh Hóa (nghị quyết có hiệu lực từ ngày 1 tháng 12 năm 2019). Theo đó, sáp nhập toàn bộ diện tích và dân số của xã Hà Lan vào phường Đông Sơn.

## Di tích
Di tích lịch sử cấp quốc gia: Đình làng Gạo ở thôn Đoài Thôn, thuộc quần thể khu di tích Đền Sòng - Ba Dội..